# Lluita a mort
Lluita a mort (títol original: Man in the Saddle) és una pel·lícula western estatunidenca de 1951 dirigida per André De Toth i protagonitzada per Randolph Scott. El guió està basat en la novel·la homònima de 1938 d'Ernest Haycox. Està doblada al català.
Lluita a mort va ser la primera de les moltes col·laboracions lucratives entre la seva estrella Randolph Scott i el productor Harry Joe Brown.

## Argument
Es produeix una disputa privada i mortífera quan el ric i despietat ramader Will Isham intenta prendre possessió de la terra del petit granger Owen Merritt.

## Repartiment
- Randolph Scott com Owen Merritt
- Joan Leslie com Laurie Bidwell Isham
- Ellen Drew com Nan Melotte
- Alexander Knox com Will Isham
- Richard Rober com Fay Dutcher
- John Russell com Hugh Clagg
- Alfonso Bedoya com Cultus Charley
- Guinn Williams com Bourke Prine
- Clem Bevans as Pay Lankershim
- Cameron Mitchell com George Vird
- Richard Crane com Juke Vird
- Frank Sully com Lee Repp
- Tennessee Ernie Ford com vaquer